# Kössen
Kössen – gmina w Austrii, w kraju związkowym Tyrol, w powiecie Kitzbühel. Według Austriackiego Urzędu Statystycznego liczyła 4190 mieszkańców (1 stycznia 2015).